# Teixeirópolis
Teixeirópolis là một đô thị thuộc bang Rondônia, Brasil. Đô thị này có diện tích 460 km², dân số năm 2007 là 4919 người, mật độ 10,69 người/km².